# 有线电视

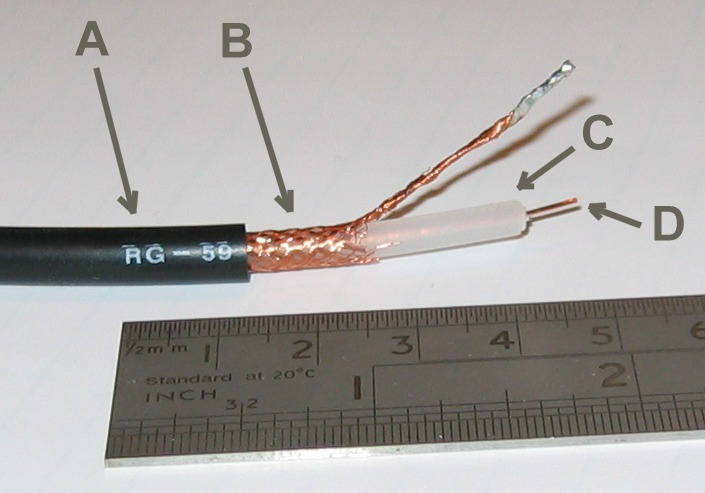
一條普通（RG-59）的同軸電纜
A：電線外皮
B：網狀導電層
C：塑膠絕緣體
D：中心的銅線

- 關於香港的有線電視有限公司，請見「香港有線電視」。
- 關於澳門的有線電視有限公司，請見「澳門有線電視」。
- 關於台灣的有線電視有限公司，請見「第四台」。

有线电视（英語：Cable television）是一种以同轴电缆（或光纤电缆）为介质，向消费者提供电视、调频广播节目的系统。它的相对是無線電視（或称无线电视）和卫星电视。與無線電視（也稱為地面電視）形成對比，其電視信號通過無線電波在空中傳輸並由連接到電視的電視天線接收；而衛星電視其電視信號通過無線電波從繞地球運行的通信衛星傳輸，並由屋頂上的衛星碟形天線接收；FM廣播節目、高速互聯網、電話服務和類似的非電視服務也可以通過這些電纜提供。有線電視是20世紀的標準，但自 2000 年代以來，有線電視系統已升級為數位有線電視運營
有线电视在加拿大、美国、欧洲、大部分亚太地区和许多亚洲国家十分普遍。不過现在在许多南美洲、中东和非洲有线电视没有多大起色，是因为在这些地区人烟稀少，铺设电缆相当不划算，特别是在南非所谓的“无线电缆”或者基于微波的系统得到应用，“直接到户”的卫星电视更是普遍。
跟无线广播一样，许多频道可以使用不同的频率互不干扰地在一根电缆中传送。电视的调谐器、录像机或者收音机能够从混合信号裏把一个频道选出来。

## 历史
电视系统首先出现于1948年的美国，最初的系统是用在公寓大厦的共用天线电视（MATV, Master Antenna TV）；在公寓大厦的住户没有可能家家户户在自家屋顶上安装天线，因此共用天线电视系统应运而生。共用天线电视很简单，由一部安装在主天线近旁的共用天线电视放大器和铺往各住户的有线电缆组成。后来由于大功率宽频放大器技术的发展，出现了传输范围包括一个城市的电缆电视系统。由于共用天线电视系统一样有宽频放大器和传输信号的电缆、信号分配器，可以看成是后来城市范围有线电视（CATV）的前身。
2023年11月，中国国家广播电视总局组织发布了《有线电视业务技术要求》等三项标准文件作为广播电视和网络视听行业标准，要求有线电视终端应提供“开机进入全屏直播”和“开机进入突出直播频道的交互主页”两种“开机模式”选项，系统默认设置应为“开机进入全屏直播”。有线电视智能机顶盒开机过程所需时间应不大于35s。有线电视运营机构在提供直播频道和时移电视、频道回看、视频点播等有线电视业务时，应确保界面简洁友好、操作方便快捷、节目优质传输。

## 主要结构
- 同轴电缆有线电视。大体上分为三至四级：
  - 首端宽频放大器， 将信息放大，输出到各干线宽频放大器。
  - 干线宽频放大器，将来自首端宽频放大器的信号放大，输往干线电缆。
  - 支线宽频放大器，将来自干线电缆的信号放大，输往分配电缆。
  - 分配放大器，将来自分配电缆的信号放大，通过信号分配器输往用户。

各级宽频放大器都必须对高频和超高频信号有均匀的放大率，和很小的信号交叉干扰。
近年来一些地区的有线电视也开始采用光纤传输，相对而言可提供的带宽更大，损耗也更小。

## 费用和节目组

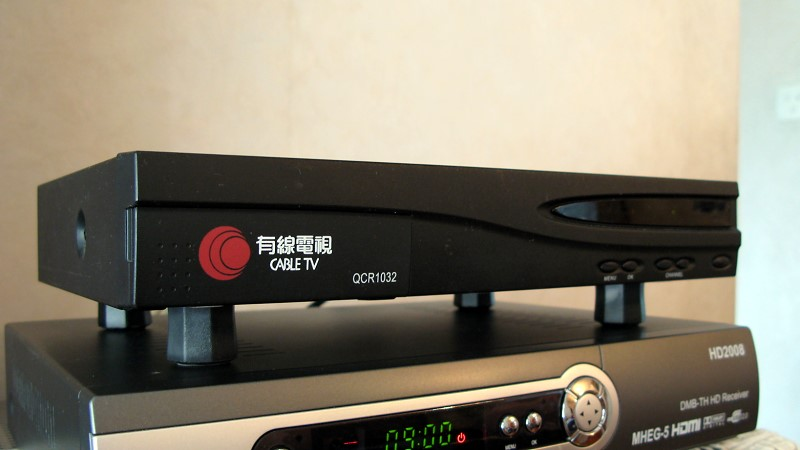
香港有線電視有限公司的数字有线电视机顶盒

有线电视系统一般按照节目的数量和内容按月交纳费用。数字有线电视还能通过一些设备（例如机顶盒）让用户自由选择想看的频道。不同的频道组合根据数量和质量有不同的价钱。這些費用涵蓋了付給各家電視網路廠商的權利金以及維護運作有線電視系統的成本，使得電視訊號能順利傳送到用戶端。額外的費用和稅金通常是由地方政府、州政府和聯邦政府所加收的。有線電視系統業者必須付給有線電視網路業者的費用會根據該頻道是基本的或是額外附加的頻道、以及頻道受歡迎的程度而變動。
大多数有线系统把频道分到3到4个频率段中，每一段即是一个基本的频道包。最终大多数有线电视公司提供按次收费的频道，用户可以收看特定的电影直播节目体育节目等。另外附加费用可以预定单次收看时间。有些公司开始提供视频点播服务，用户可以自由选择想看的内容定制节目，例如最近的电影，音乐会，体育节目重放电视节目和专题节目，随时可以收看想看的内容。部分点播节目的收费与在录影带租借店出租一套电影相若，而有些则是免费。
自九十年代末，数码信号压缩技术（在北美洲，主要为摩托罗拉之 DigiCipher 2 技术）之进步使数码有线电视服务变得更为普及。在这技术下，有线频道会先被转化为数码信号并经压缩处理後传送，所以数码有线电视能在相同的频宽下提供更多电视频道。现时大部分的系统能同时处理模拟及数码信号，因此基本的有线电视服务会提供一部分的模拟频道，而附加频道则以数码制式播送。这些数码频道需要使用特别的解码器才能收看，而用户亦须缴交额外的费用。
数码有线电视能提供比模拟制式质素更高的影像，然而数码压缩技术会降低影像质素，此情况在频道经高度压缩下特别明显。
在美国很多有线电视公司在本地出于垄断地位，这是因为有线电视公司通常与地方政府达成协议，给予他们该地区有线电视的专营权。这种情况在某些地区正在转变，使竞争者能提供有线电视服务，有时还包括市营的有线电视网络。不断增长的数字卫星系统可以通过卫星接收器接受同样类型的节目，形成了对有线电视的竞争。

## 各地狀況

### 加拿大
加拿大的有线电视已經有50多年历史。从50年代初进入加拿大后，比美国发展还快，到了70年代初，像多伦多等大城市，差不多家家户户都安装有线电视。主要的有线电视公司是加拿大东部的罗渣士有线电视公司（Rogers Cable）和西部的萧氏有线电视公司（Shaw Cable）。主要的有线电视器材制造商是美国杰洛德电子公司（Jerrold  Electronics）在多伦多的分公司，有独立的工程设计部门。

### 新加坡
在新加坡，政府禁止私人安装卫星接收设备。星和视界（StarHub Cable TV）曾是新加坡唯一的有线电视运营商，它收购了过去新加坡的唯一运营商新加坡电缆电视（Singapore Cable Vision, SCV），后者1992年建成了新加坡第一个无线付费电视网，直到1995年才转到有线。尽管所有家庭和办公室都连接到StarHub的网络，但是它现在增加了数字电视频道，宽带和电话服务的支持。星和视界的垄断地位，在2007年7月被新加坡电讯最新推出的宽频电视服务Mio TV打破。

### 台灣
台灣的有線電視常被俗稱為「第四台」，由來是在早期只有無線電視三台（台視、中視、華視），因此有線電視就被稱為「第四台」，最常被用來收看股票行情，及播放電影。另外也有些人購買碟形天線（俗稱「小耳朵」）及接收器，收看來自日本或世界各地的衛星電視。1969年，在花蓮縣豐濱鄉某一家電器行架設台灣第一個社區共同天線，到了1973年，中華民國政府將社區共同天線納入管理，1976年，中華民國政府實施《廣播電視法》，1979年，中華民國政府開放社區共同天線系統申請設置，中華民國政府在1993年8月《有線廣播電視法》公告施行前，有線電視在台灣為處於非法狀態，行政院新聞局常有取締行動。《有線廣播電視法》在1993年7月施行後，才在1994年正式開放有線電視系統業者登記立案。在此之後，有線電視頻道如雨後春筍般出現，到目前為止有100多個頻道。1999年， 中華民國政府實施《衛星廣播電視法》。
有線電視頻道的種類相當多元，有新聞頻道、體育頻道、綜藝頻道、日本頻道、財經股票頻道、卡通頻道、動畫頻道、電影頻道、宗教頻道、購物頻道，以及基本的無線電視頻道等等。因價格低廉，故有線電視的普及率相當高，現時安裝衛星電視的個人用戶已經不多，主要是以偏遠山區沒有有線電視纜線的地方，以及一些要看日本高畫質衛星節目或世界各地的節目的人才會安裝。此外，由於所有的系統業者皆採用單一費率收費，故幾乎能收看所有的頻道。
1998年5月13日，基隆市有線電視業者吉隆有線電視獲得行政院新聞局核發台灣第一張《有線電視系統經營者執照》（執照編號：有線視全字第001號），營運範圍是基隆市全區，是台灣第一家合法經營的有線電視業者。2005年，行政院新聞局審議有線電視頻道換照時，停止數家頻道、並因腳尾飯事件收回東森新聞S台的執照，卻引起了審查不公及妨害新聞自由等爭議。
2013年，台灣第一家數位有線電視業者全國數位有線電視正式成立開播。
2020年12月12日，國家傳播通訊委員會審議有線電視新聞頻道換照，收回中天新聞台的執照，卻引起了審查不公及妨害新聞自由等爭議。

### 香港
香港的有線電視廣播始於1950年代的麗的映聲，至1970年代初其有線電視廣播被免費的無線廣播取代，直至1990年香港政府再次發出有線電視廣播牌照。自麗的映聲轉為無線廣播後，香港有線電視在1993年正式啟播，成為第一間重新提供有線電視服務的公司，利用自行鋪設的光纖同軸網絡提供服務。
另外三間運營商在2000年後成立，通過xDSL及光纖寬頻網絡提供有線電視服務，它們分別是now tv、香港寬頻bbTV以及無線網絡電視（主要通過now tv系統及和記環球電訊寬頻網絡轉播）。有線電視廣播用戶佔全港超過50%，各個有線電視系統都有提供電影、體育、新聞、兒童、紀實等節目。但是，香港的有線覆蓋率仍不如中國大陸，而無線電視的發展則比有線電視更為發達，二間無線電視台為配合數碼化，改換制式同時提供高清節目；而有線電視台亦提供高清體育頻道。
但由于2011年后香港有线电视资源不断缩减，甚至价格不菲，再随着now tv和地面数码电视的风生水起，导致2017年出现了危机，目前靠免费电视有线宽频开电视赚得广告创收。

### 澳門
澳門的有線電視廣播始於1970年代，現在共有九間私人營運的公共天線公司，早期轉播香港免費的無線電視節目，後期透過衛星接收近40多個電視節目，包括澳門、香港、台灣、中國大陸和東南亞等電視節目，其中澳門90%的家庭都是向這些私營的小規模公共天線公司，繳付20多澳門幣的月費，收看這些公司傳送的電視節目。不過澳門政府一直沒有規管這些公天公司，拒絕發經營牌照，但也任由他們經營下去。直至1999年澳門回歸之時，葡國政府在澳門回歸中國前，將有線電視專營權批給由葡萄牙電訊與數名中資股東共同擁有的澳門有線電視，但面對公天公司以盜播衛星電視節目提供服務，致使有線電視收費不及私人公共天線便宜，未能吸引大量觀眾。
2005年9月，澳門政府在接到來自多家電視台有關公共天線公司侵犯版權的投訴，需要停播「未獲適當授權」的衛星電視節目頻道，否則罰款五百至二萬元，結果引起各公共天線公司不滿，結果在9月1日公天公司停播澳廣視中葡文台，最後在9月2日下午復播節目。
2007年1月底，公共天線業界及有線電視之間的「鬥爭」出現戲劇性發展；在公共天線市場擁有甚高佔有率，本身亦是綜合通訊服務供應商的廣星傳訊，在該月以超過一億澳門幣的代價，收購原由葡萄牙電訊持有的澳門有線電視股權，成為大股東。經收購後澳門有線電視在業務上作出調整，包括將原先位於澳門及氹仔的廣星傳訊門市改為澳門有線電視的客戶服務中心，新增一條由廣東南方廣播影視傳媒集團製作的電視購物資訊頻道，更新光纖網路系統，以配合香港的數碼電視廣播，現時澳門已經有不少地區可收看香港的數碼廣播。

### 中国大陆
中国大陆的有线电视起步比较晚，大约在1970年代起步、1980年代末期才开始在大型城市大量的铺设电缆，当时能收看的无线电视台仅有中国中央电视台及各省的省级电视台。但是中国大陆的有线电视发展速度举世瞩目，短短十几年时间就已经发展到相当普及和十分庞大的规模。各个城市（甚至延伸至农村的乡镇一级）都有自己的有线电视公司，这些公司基本上由原来的政府广播电视管理机构分离出来成立商业公司，他们一般是全民所有制或者集体所有制的公司形式。在中国大陆，有线电视主要的竞争对手是三大电信运营商（中国电信、中国联通、中国移动）提供的IPTV及OTT服务。
各省市的有线电视分别由各自独立的有线电视公司运营，因此每个省市的频道序列以及可接收的频道数量均不相同。
基本频道方面，节目组成一般是按照行政区域级别分成三到四级，首先是国家级电视台的频道（包括中央电视台的1－15、17套节目和CGTN英语频道或者紀錄頻道，以及中国教育电视台第一套节目，CGTN其他频道及中国教育电视台二套尚未完全落地），然后是各省市的省级卫星频道，然后是所在地上级的省市（省级）、行政市（地区级）以及本县市区（区县级）的电视台提供的节目，部分地区会在最后安排几个高清频道。一些运营商也会将省台第一套节目和地市级电视台第一套节目安排在CCTV-1之后。
数字付费频道方面，一些运营商会将部分付费频道（主要是中央及地方台开办的电视购物频道）加入基本收视套餐中，而另外一些数字付费频道需要另外付费才能收看。
上述的中央电视台、省级卫星频道及付费频道通过卫星或光缆传送，各个地方有线电视台通过微波接收以后附加到本地的有线电视网中。
中国大陆政府禁止（或限制）民众安装卫星电视（三星级以上宾馆以及部分外国人居住区除外），同时限制有线电视中播放境外电视频道，广东省特别是珠三角地区是唯一被政府允许在有线电视中播放部分经政府批准的境外电视频道的地区。广东省所播放的境外频道信号通过有线前端统一接收香港数码地面电视广播信号以及亚太6号卫星传送至有线电视网中，其中通过亚太6号卫星接收的境外电视频道电视画面右下角会附加半透明圆形水印。有线电视中播放的境外频道内容经过政府机构审查，当出现某些中国政府认为敏感不得播出的涉及政治的敏感内容时，会使用田园风光画面或者公益广告进行遮挡。同时部分境外电视台的广告时段会被广东有线电视网以本地广告进行覆盖。
因为一个电视台的节目是否在某地的有线电视网“落地”播出，直接关系到其在中国境内的“覆盖率”，进而成为广告主投放电视广告的重要依据，因此这种完全依行政区域划分的机制也导致了各个省级广电管理部门及卫星电视频道在落地上的互相屏蔽——比如在上海曾经一度无法收看到江苏卫视，在江苏也无法收看到东方卫视；2014年在重庆一度看不到安徽卫视，在安徽也一度看不到重庆卫视。当然因为传统落地费形式在财政方面压力较大，目前很多卫视的高清频道均采取对等落地形式。
截至2022年底，中国大陆有线电视实际用户2.00亿户，其中有线电视双向数字实际用户9820万户，农村有线广播电视实际用户0.66亿户；有线网络未通达的农村地区直播卫星用户1.50亿户。而对于网络电视领域，交互式网络电视（IPTV）用户超过3亿户，互联网电视（OTT）平均月度活跃用户数超过2.7亿户。

## 延伸閱讀
- The history of Rediffusion by Gerald K Clode （页面存档备份，存于）
- Eisenmann, Thomas R., "Cable TV: From Community Antennas to Wired Cities" （页面存档备份，存于）, Harvard Business School Weekly Newsletter, July 10, 2000
- Moss, Mitchell L.; Payne, Frances, "Can Cable Keep Its Promise?", New York Affairs, Volume 6, Number 4. New York University. 1981
- Smith, Ralph Lee, "The Wired Nation", The Nation magazine, May 18, 1970
- Smith, Ralph Lee, The Wired Nation; Cable TV: the electronic communications highway. New York, Harper & Row, 1972. ISBN 0-06-090243-4
- Herrick, Dennis F., "Media Management in the Age of Giants, Business Dynamics of Journalism",  University of New Mexico Press, 2012, Iowa State University Press, 2003 first edition

## 外部連結
- 中的“Cable Television”